# Лукачени (Сату Маре)
Лукачени (рум. Lucăceni) насеље је у Румунији у округу Сату Маре у општини Бервени. Oпштина се налази на надморској висини од 116 m.

## Становништво
Према подацима из 2002. године у насељу је живело 1052 становника.

### Попис2002.
| Расподела становништва по националности 2002.‍ | Расподела становништва по националности 2002.‍ | Расподела становништва по националности 2002.‍ | Расподела становништва по националности 2002.‍ | Расподела становништва по националности 2002.‍ |
| --------------------------------------------- | --------------------------------------------- | --------------------------------------------- | --------------------------------------------- | --------------------------------------------- |
|                                               |                                               |                                               |                                               |                                               |
| Румуни                                        | Румуни                                        |                                               | 982                                           | 93,4%                                         |
| Мађари                                        | Мађари                                        |                                               | 11                                            | 1,0%                                          |
| Роми                                          | Роми                                          |                                               | 58                                            | 5,5%                                          |